# Viktorija Spivi
Viktorija Spivi (engl. Victoria Spivey; Hjuston, 15. oktobar 1906 — Njujork, 3. oktobar 1976) je bila američka pevačica i tekstopisac. Važi za jednu od najznačajnih pevačica iz doba klasičnog bluza.

## Spoljašnje veze
- Pesma  na sajtu Jutub